# ペッパー警部 (モーニング娘。の曲)
『ペッパー警部』（ペッパーけいぶ）はモーニング娘。37枚目のシングル。2008年9月24日にアップフロントワークス（zetimaレーベル）より発売された。ピンク・レディーの同名曲のカバーである。

## 概要
初回生産限定盤A（CD＋DVD）・B（CD）・通常盤（CD）の3形態で発売された。
初回生産限定盤A付属DVDにはジャケット撮影メイキング&インタビューが収録。
初回生産限定盤Bにはミニフォトブックが封入。また、初回生産限定盤A、B、通常盤（初回仕様）ともイベント抽選シリアルナンバーカードが封入されている。
カバー曲のシングルは「モーニング娘。のひょっこりひょうたん島」以来。
シングル収録のカバー曲としては「笑顔YESヌード」カップリング曲「サヨナラのかわりに」以来であるが、収録曲全てがカバー曲なのは本作が初。
事実上、カップリング曲も含めつんくが作詞・作曲・プロデュースに一切関わらないシングル作品は、インディーズシングル「愛の種」や一部の配信限定シングル作品を除き、本作が初にして唯一（2024年6月現在）。
表題曲、カップリング共に阿久悠作品のカバーアルバム『COVER YOU』に収録。

## 収録曲
1. ペッパー警部
（作詞：阿久悠　作曲：都倉俊一　編曲：笹本安詞）
ピンク・レディーのデビューシングル曲「ペッパー警部」カバー曲。イントロと間奏以外は原曲に近いアレンジであり、特に冒頭部分が非常に近い（冒頭のサビ以降は生音中心の臨場感の狭いサウンド（俗にいうナローレンジ）からシームレスに打ち込み中心のサウンドに変化する）。原曲では職質部分を一番をミーが二番をケイがソロで歌ったが、この曲ではどちらも、田中れいながソロで歌っている。ピンク・レディーのシングル音源とは異なり曲の最後には道重さゆみによる「ペッパー警部よ」のセリフが収録。センター及びメインボーカルは田中れいな。
2. ロマンス
（作詞：阿久悠　作曲：筒美京平　編曲：土肥真生）
岩崎宏美の2枚目のシングル曲「ロマンス」のカバー。こちらは全編生音中心のサウンドである。
3. ペッパー警部（Instrumental）

## 参加メンバー
- 5期：高橋愛、新垣里沙
- 6期：亀井絵里、道重さゆみ、田中れいな
- 7期：久住小春
- 8期：光井愛佳、ジュンジュン、リンリン

## 参加ミュージシャン
- 笹本安詞 - プログラミング、ベース(1)
- たいせい（シャ乱Q） - 電子ピアノ(1)、ピアノ(2)
- 荒木啓六 - ベース(1)
- 長堀晶 - ドラム、パーカッション(1)
- 土肥真生 - プログラミング、ギター(2)
- 高橋愛 - コーラス(1)
- ジュンジュン - コーラス(1)
- リンリン - コーラス(1)